# Маккэндлесс, Брюс
Брюс Маккэндлесс II (англ. Bruce McCandless II; 8 июня 1937, Бостон, Массачусетс, США — 21 декабря 2017) — астронавт НАСА, пилот ВМС США. Брюс Маккэндлесс знаменит тем, что стал первым человеком, работавшим в открытом космическом пространстве без какой-либо механической связи с кораблём (без страховочного фала) в свободном полёте. 

## Биография
Брюс Маккэндлесс II — сын офицера ВМС США, кавалера Медали Почёта Брюса Маккэндлесса (1911—1968). Брюс Маккэндлесс II учился в средней школе в Лонг-Бич (Калифорния), в 1958 году получил степень бакалавра Военно-морской академии США в Аннаполисе (штат Мэриленд), где он был вторым в своём классе из 899 выпускников. Впоследствии проходил стажировку на авиабазах ВМС США в Пенсаколе и Кингсвилле. После окончания обучения в 1960 году служил, в частности, на авианосцах Форрестол и Энтерпрайз. В 1964 году работал временно пилотом-инструктором на флоте. В 1965 году получил степень магистра электротехники в Стэнфордском университете, в 1987 — степень магистра делового администрирования в UHCL.
Скончался 21 декабря 2017 года.

## Карьера
В апреле 1966 года вошёл в пятый набор астронавтов НАСА. После прохождения подготовки получил назначение в Отдел астронавтов НАСА. В лунных экспедициях «Аполлон-10» и «Аполлон-11» в 1969 году Маккэндлесс работал оператором связи с экипажем (капкомом). 6 августа 1969 года он был назначен в экипаж поддержки «Аполлон-14» и работал во время полёта  от 31 января по 9 февраля 1971 года, а также продолжал выполнять функции капкома. Был включён в дублирующий экипаж первой экспедиции на ОС «Скайлэб» в качестве пилота. Принимал участие в разработке индивидуальной двигательной установки, используемой при внекорабельной деятельности (ВКД) на шаттлах. Был назначен специалистом полёта в экипаж шаттла Челленджер STS-41B, во время которой впервые осуществлялась ВКД с использованием индивидуальной двигательной установки.

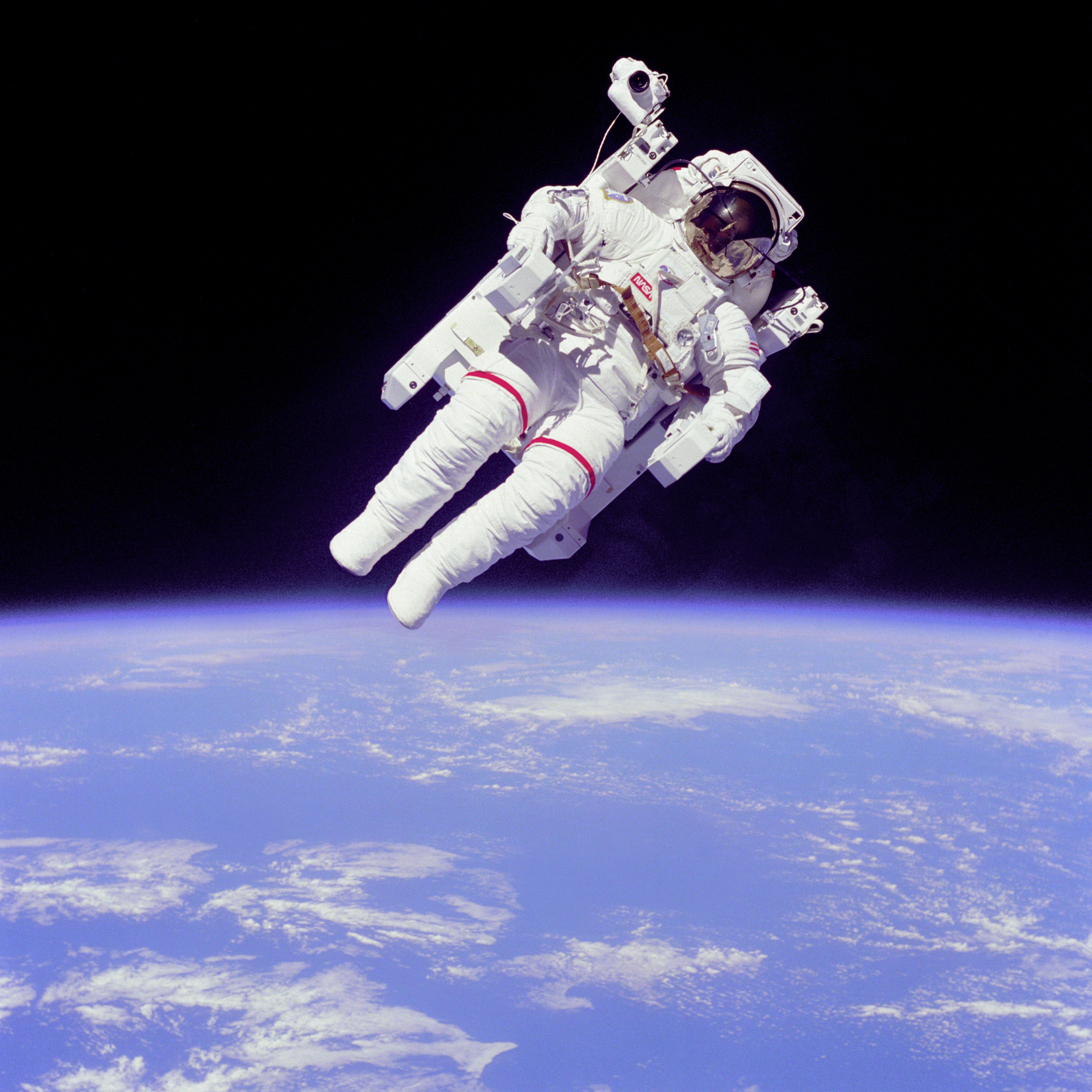
Известный снимок, на котором Маккэндлесс совершает выход в открытый космос с использованием MMU.

Первый полёт в космос совершил с 3 по 11 февраля 1984 года в качестве специалиста полёта шаттла Челленджер STS-41B. Во время полёта выполнил два выхода в открытый космос (07.02.1984 — продолжительностью 5 часов 55 минут; 09.02.1984 — продолжительностью 6 часов 2 минуты), во время которых проводил испытания индивидуальной двигательной установки. Брюс Маккэндлесс стал первым человеком, работавшим в открытом космическом пространстве без какой-либо механической связи с кораблём (без страховочного фала) в свободном полёте. Продолжительность его полёта на корабле составила 7 суток 23 часа 17 минут 2 секунды.
Второй космический полёт: с 24 по 29 апреля 1990 года в качестве специалиста полёта шаттла Дискавери STS-31. Целью полёта был вывод на орбиту космического телескопа «Хаббл». Продолжительность полёта составила 5 суток 1 час 16 минут 6 секунд.
Маккэндлесс покинул отряд астронавтов и НАСА 31 августа 1990 года и с 1995 года работал в компании «Мартин-Мариетта». Был женат на Бернис Дойл, у них двое детей.